# Steinbrink (Wiehengebirge)
Der Steinbrink (in älteren Karten auch Stein-Brink) ist ein 143 m ü. NHN hoher Berg in der dem Wiehengebirge nördlich vorgelagerten Egge südlich Bad Essen-Lintorf in Niedersachsen.

## Lage
Der Steinbrink liegt unmittelbar südlich von Lintorf im Nordwesten des Höhenzugs Egge. Nach Norden fällt der dicht bewaldete Berg in die Norddeutsche Tiefebene ab. Nach Westen begrenzen Huntetal und nach Osten der Hördinghauser Bach, der südlich des Gipfels entspringt, den Berg im weiteren Sinne. An seiner Südseite entspringt im Ort Lintorf der Wimmerbach. Noch weiter östlich des Hördinghauser Bachs an der niedersächsisch-westfälischen Grenze entspringt der Landwehrbach. Alle genannten Bäche entwässern das Gebiet Richtung Hunte. Im Süden liegt der wesentlich höhere Schwarze Brink. Der Nordwesthang östlich des Hauses Krietenstein bei Linne wird in topographischen Karten auch als (Der) Esel (105,3 m ü. NHN) bezeichnet. Ähnlich wie der östlich bereits in Nordrhein-Westfalen gelegene Linkenberg präsentiert sich der Steinbrink als nur wenig markanter Gipfel, der seine Bezeichnung wohl nur dem Umstand verdankt, dass er für Lintorf ortsbildprägend ist. Auf den ersten Blick erscheint der Steinbrink, verstärkt durch die durchgängige Bewaldung, als bloßer Ausläufer, Nebengipfel oder Sporn des Schwarzen Brinks. Im Südwesten des Gipfels befindet sich im Wald ein 1862 errichtetes Denkmal in Andenken an den Apotheker R. Dornhagen.

## Tourismus
Unweit des Gipfels verläuft der Bad Essener Rundweg.